# Loriges
Loriges est une commune française, située dans le département de l'Allier en région Auvergne-Rhône-Alpes.

## Géographie

### Localisation
Loriges est une commune de la Limagne bourbonnaise, à 5,9 km au sud-est de Saint-Pourçain-sur-Sioule, à 16,6 km au nord-nord-ouest de Vichy et à 33,1 km au sud de Moulins.
Cinq communes sont limitrophes :
| Saint-Pourçain-sur-Sioule |                       | Paray-sous-Briailles |
|                           | Loriges               |                      |
| Bayet                     | Saint-Didier-la-Forêt | Marcenat             |

### Géologie et relief
La commune s'étend sur 948 hectares ; son altitude varie entre 240 et 284 mètres.

### Hydrographie
La commune est traversée par l'Andelot.

### Climat
Pour des articles plus généraux, voir Climat d'Auvergne-Rhône-Alpes et Climat de l'Allier.
En 2010, le climat de la commune est de type climat océanique dégradé des plaines du Centre et du Nord, selon une étude du CNRS s'appuyant sur une série de données couvrant la période 1971-2000. En 2020, Météo-France publie une typologie des climats de la France métropolitaine dans laquelle la commune est dans une zone de transition entre le climat océanique altéré et le climat de montagne ou de marges de montagne et est dans la région climatique Centre et contreforts nord du Massif Central, caractérisée par un air sec en été et un bon ensoleillement.
Pour la période 1971-2000, la température annuelle moyenne est de 10,9 °C, avec une amplitude thermique annuelle de 16,3 °C. Le cumul annuel moyen de précipitations est de 740 mm, avec 10,6 jours de précipitations en janvier et 7,2 jours en juillet. Pour la période 1991-2020, la température moyenne annuelle observée sur la station météorologique de Météo-France la plus proche, sur la commune de Paray-sous-Briailles à 3 km à vol d'oiseau, est de 11,7 °C et le cumul annuel moyen de précipitations est de 744,7 mm,. Pour l'avenir, les paramètres climatiques de la commune estimés pour 2050 selon différents scénarios d'émission de gaz à effet de serre sont consultables sur un site dédié publié par Météo-France en novembre 2022.

## Urbanisme

### Typologie
Au 1er janvier 2024, Loriges est catégorisée commune rurale à habitat dispersé, selon la nouvelle grille communale de densité à 7 niveaux définie par l'Insee en 2022.
Elle est située hors unité urbaine. Par ailleurs la commune fait partie de l'aire d'attraction de Saint-Pourçain-sur-Sioule, dont elle est une commune de la couronne,. Cette aire, qui regroupe 14 communes, est catégorisée dans les aires de moins de 50 000 habitants,.

### Occupation des sols

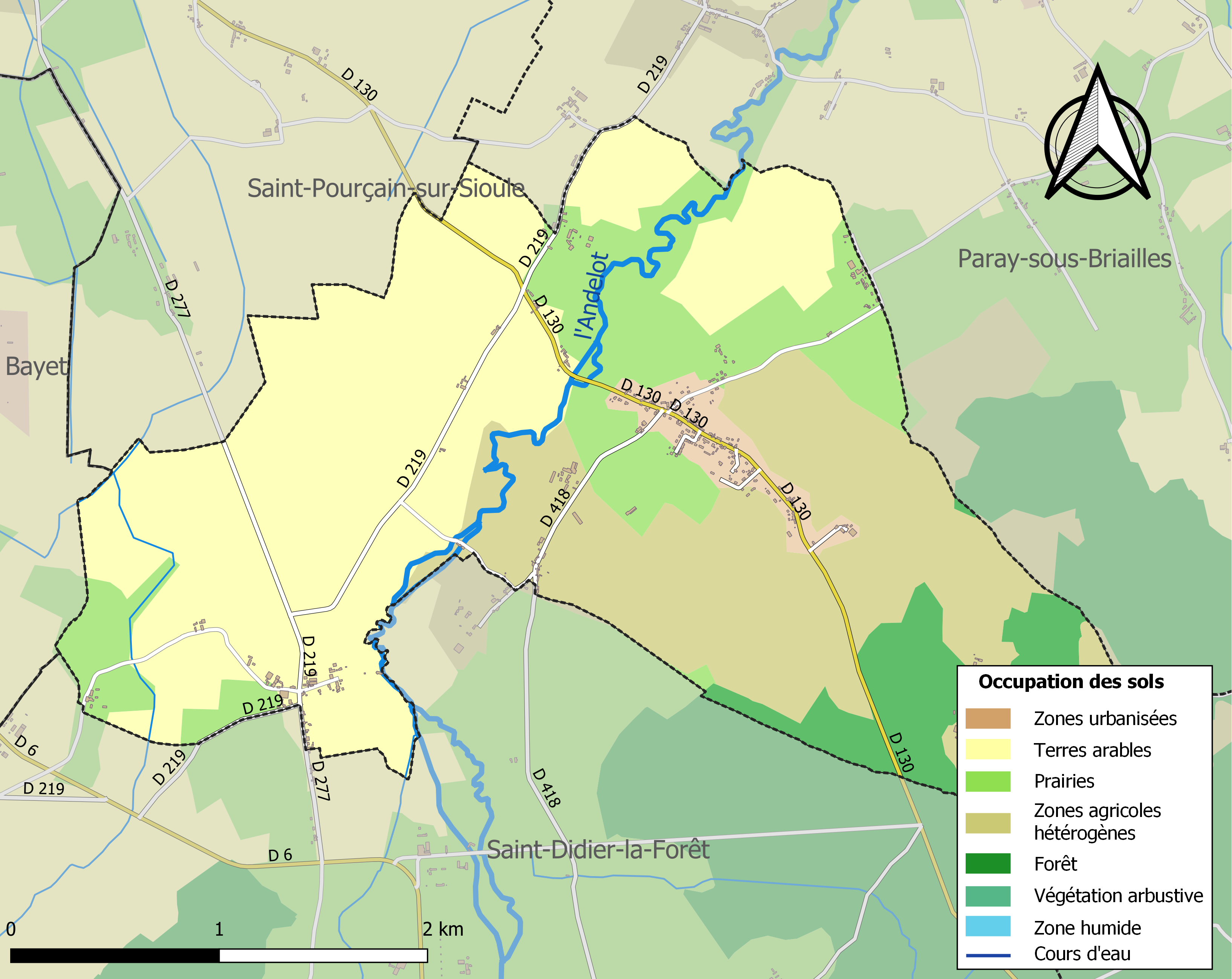
Carte des infrastructures et de l'occupation des sols de la commune en 2018 (CLC).

L'occupation des sols de la commune, telle qu'elle ressort de la base de données européenne d’occupation biophysique des sols Corine Land Cover (CLC), est marquée par l'importance des territoires agricoles (86,9 % en 2018), une proportion sensiblement équivalente à celle de 1990 (87,2 %). La répartition détaillée en 2018 est la suivante : terres arables (42 %), zones agricoles hétérogènes (28,2 %), prairies (16,8 %), forêts (10 %), zones urbanisées (3,1 %).
L'IGN met par ailleurs à disposition un outil en ligne permettant de comparer l’évolution dans le temps de l’occupation des sols de la commune (ou de territoires à des échelles différentes). Plusieurs époques sont accessibles sous forme de cartes ou photos aériennes : la carte de Cassini (XVIIIe siècle), la carte d'état-major (1820-1866) et la période actuelle (1950 à aujourd'hui).

### Logement
En 2013, la commune comptait 163 logements, contre 141 en 2008. Parmi ces logements, 85 % étaient des résidences principales, 7,8 % des résidences secondaires et 7,2 % des logements vacants. Ces logements étaient pour 98,8 % d'entre eux des maisons individuelles et pour 0,6 % des appartements.
La proportion des résidences principales, propriétés de leurs occupants était de 76,4 %, en hausse par rapport à 2008 (72,7 %). La part de logements HLM loués vides était de 14,3 % (contre 17,2 %).

### Voies de communication et transports

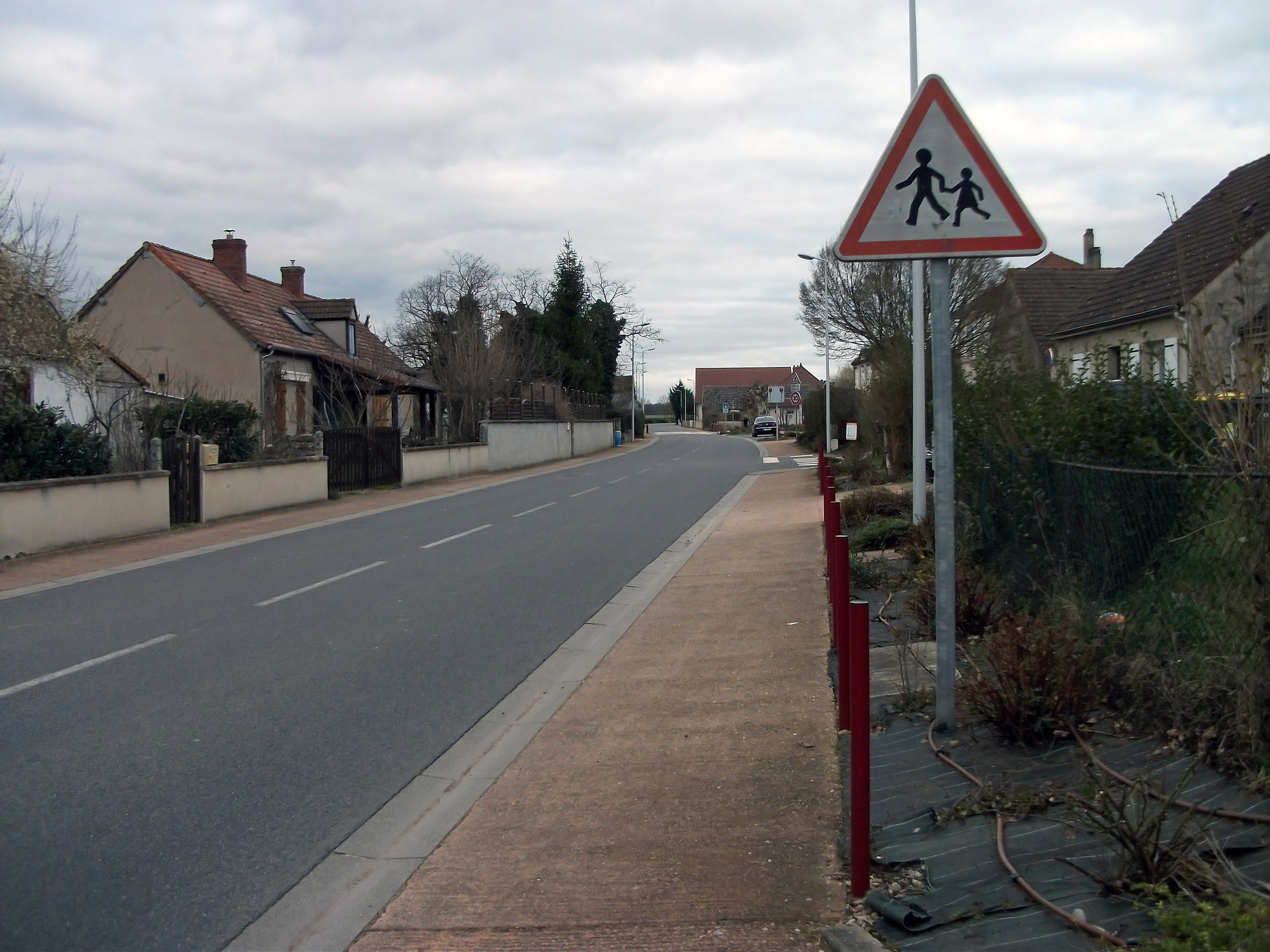
D 130 en direction de Marcenat et Billy.

Le territoire de la commune est traversé par les routes départementales 130 (Saint-Pourçain-sur-Sioule – Billy), 219 (Paray-sous-Briailles – Bayet), 277 (desserte du village d'Ambon) et 418 (liaison du centre du village à Saint-Didier-la-Forêt).

### Risques naturels et technologiques
La commune est soumise à deux risques : rupture de barrage et séisme (zone de sismicité de niveau 2).

## Histoire
Avant 1789, la commune faisait partie de l'ancienne province du Bourbonnais issu de la seigneurie de Bourbon médiévale.

## Politique et administration

### Découpage territorial
Sur le plan administratif, Loriges dépendait du district de Gannat en 1793, de l'arrondissement de Gannat de 1801 à 1826, puis de l'arrondissement de Moulins de 1826 à 2023 puis de l'arrondissement de Vichy depuis 2024 ; du canton de Mont sur Liouze en 1793 puis du canton de Saint-Pourçain-sur-Sioule (d'abord Saint-Pourçain) depuis 1801. La commune reste dans le même canton à la suite du redécoupage cantonal de 2014.
Par arrêté préfectoral du 2 janvier 2024, la commune est retirée le 1er janvier 2024 de l'arrondissement de Moulins et rattachée à l'arrondissement de Vichy.

### Administration municipale
Le conseil municipal est composé de trois adjoints.

### Liste des maires
| Période                                  | Période                      | Identité       | Étiquette | Qualité     |
| ---------------------------------------- | ---------------------------- | -------------- | --------- | ----------- |
| Les données manquantes sont à compléter. |                              |                |           |             |
| mars 2001                                | En cours (au 8 juillet 2020) | Henri Marchand |           | Agriculteur |

### Équipements et services publics
Sur le plan judiciaire, Loriges dépend de la cour administrative d'appel de Lyon, de la cour d'appel de Riom, du tribunal administratif de Clermont-Ferrand, de la cour d'assises de l'Allier, du tribunal d'instance de Vichy et des tribunaux de grande instance et de commerce de Cusset.

## Population et société

### Démographie

#### Évolution démographique
L'évolution du nombre d'habitants est connue à travers les recensements de la population effectués dans la commune depuis 1793. Pour les communes de moins de 10 000 habitants, une enquête de recensement portant sur toute la population est réalisée tous les cinq ans, les populations de référence des années intermédiaires étant quant à elles estimées par interpolation ou extrapolation. Pour la commune, le premier recensement exhaustif entrant dans le cadre du nouveau dispositif a été réalisé en 2005.

En 2022, la commune comptait 354 habitants, en évolution de +0,28 % par rapport à 2016 (Allier : −1,38 %, France hors Mayotte : +2,11 %).
| 1793 | 1800 | 1806 | 1821 | 1831 | 1836 | 1841 | 1846 | 1851 |
| ---- | ---- | ---- | ---- | ---- | ---- | ---- | ---- | ---- |
| 288  | 302  | 509  | 308  | 389  | 442  | 417  | 460  | 445  |

| 1856 | 1861 | 1866 | 1872 | 1876 | 1881 | 1886 | 1891 | 1896 |
| ---- | ---- | ---- | ---- | ---- | ---- | ---- | ---- | ---- |
| 440  | 458  | 516  | 505  | 507  | 502  | 485  | 497  | 454  |

| 1901 | 1906 | 1911 | 1921 | 1926 | 1931 | 1936 | 1946 | 1954 |
| ---- | ---- | ---- | ---- | ---- | ---- | ---- | ---- | ---- |
| 426  | 441  | 415  | 381  | 337  | 339  | 318  | 344  | 323  |

| 1962 | 1968 | 1975 | 1982 | 1990 | 1999 | 2005 | 2006 | 2010 |
| ---- | ---- | ---- | ---- | ---- | ---- | ---- | ---- | ---- |
| 299  | 296  | 281  | 271  | 323  | 326  | 301  | 299  | 342  |

| 2015 | 2020 | 2022 | - | - | - | - | - | - |
| ---- | ---- | ---- | - | - | - | - | - | - |
| 358  | 348  | 354  | - | - | - | - | - | - |

#### Pyramide des âges
En 2021, le taux de personnes d'un âge inférieur à 30 ans s'élève à 34,9 %, soit au-dessus de la moyenne départementale (29,0 %). À l'inverse, le taux de personnes d'âge supérieur à 60 ans est de 21,1 % la même année, alors qu'il est de 35,6 % au niveau départemental.
En 2021, la commune comptait 175 hommes pour 172 femmes, soit un taux de 50,43 % d'hommes, légèrement supérieur au taux départemental (47,97 %).
Les pyramides des âges de la commune et du département s'établissent comme suit :
| Hommes | Classe d’âge | Femmes |
| ------ | ------------ | ------ |
| 0,6    | 90 ou +      | 1,2    |
| 6,3    | 75-89 ans    | 8,8    |
| 12,0   | 60-74 ans    | 13,5   |
| 22,3   | 45-59 ans    | 21,0   |
| 22,1   | 30-44 ans    | 22,6   |
| 6,8    | 15-29 ans    | 12,8   |
| 29,9   | 0-14 ans     | 20,2   |

| Hommes | Classe d’âge | Femmes |
| ------ | ------------ | ------ |
| 1,2    | 90 ou +      | 3      |
| 10     | 75-89 ans    | 13,4   |
| 21,3   | 60-74 ans    | 22     |
| 20,6   | 45-59 ans    | 19,6   |
| 15,7   | 30-44 ans    | 15     |
| 15,6   | 15-29 ans    | 12,9   |
| 15,7   | 0-14 ans     | 14     |

### Enseignement
Loriges dépend de l'académie de Clermont-Ferrand.
Les élèves commencent leur scolarité à l'école élémentaire publique de la commune. Ils la poursuivent au collège puis au lycée de Saint-Pourçain-sur-Sioule.

## Économie

### Revenus de la population et fiscalité
En 2011, le revenu fiscal médian par ménage s'élevait à 27 651 €, ce qui plaçait Loriges au 20 202e rang des communes de plus de quarante-neuf ménages en métropole.

### Emploi
En 2013, la population âgée de quinze à soixante-quatre ans s'élevait à 211 personnes, parmi lesquelles on comptait 85 % d'actifs dont 72,8 % ayant un emploi et 12,2 % de chômeurs.
On comptait 31 emplois dans la zone d'emploi. Le nombre d'actifs ayant un emploi résidant dans la zone étant de 155, l'indicateur de concentration d'emploi est de 19,9 %, ce qui signifie que la commune offre moins d'un emploi par habitant actif.
130 des 155 personnes âgées de quinze ans ou plus (soit 84 %) sont des salariés. 16 % des actifs travaillent dans la commune de résidence.

### Entreprises
Au 1er janvier 2014, Loriges comptait neuf entreprises : une dans la construction, sept dans le commerce, les transports et les services divers et une dans le secteur administratif.
En outre, elle comptait dix établissements : une dans l'industrie, et autant que d'entreprises dans les autres secteurs.

### Agriculture
Au recensement agricole de 2010, la commune comptait neuf exploitations agricoles. Ce nombre est en nette diminution par rapport à 2000 (11) et à 1988 (20).
La superficie agricole utilisée sur ces exploitations était de 769 hectares en 2010, dont 611 ha sont allouées aux terres labourables et 158 ha sont toujours en herbe.

### Commerce et services
La base permanente des équipements de 2015 ne recensait aucun commerce.

### Tourisme
Au 1er janvier 2016, la commune ne comptait aucun hôtel, camping, ni aucun autre hébergement collectif.

## Culture locale et patrimoine

### Lieux et monuments
Loriges ne compte aucun édifice inscrit ou classé aux monuments historiques ou répertorié à l'inventaire général du patrimoine culturel.

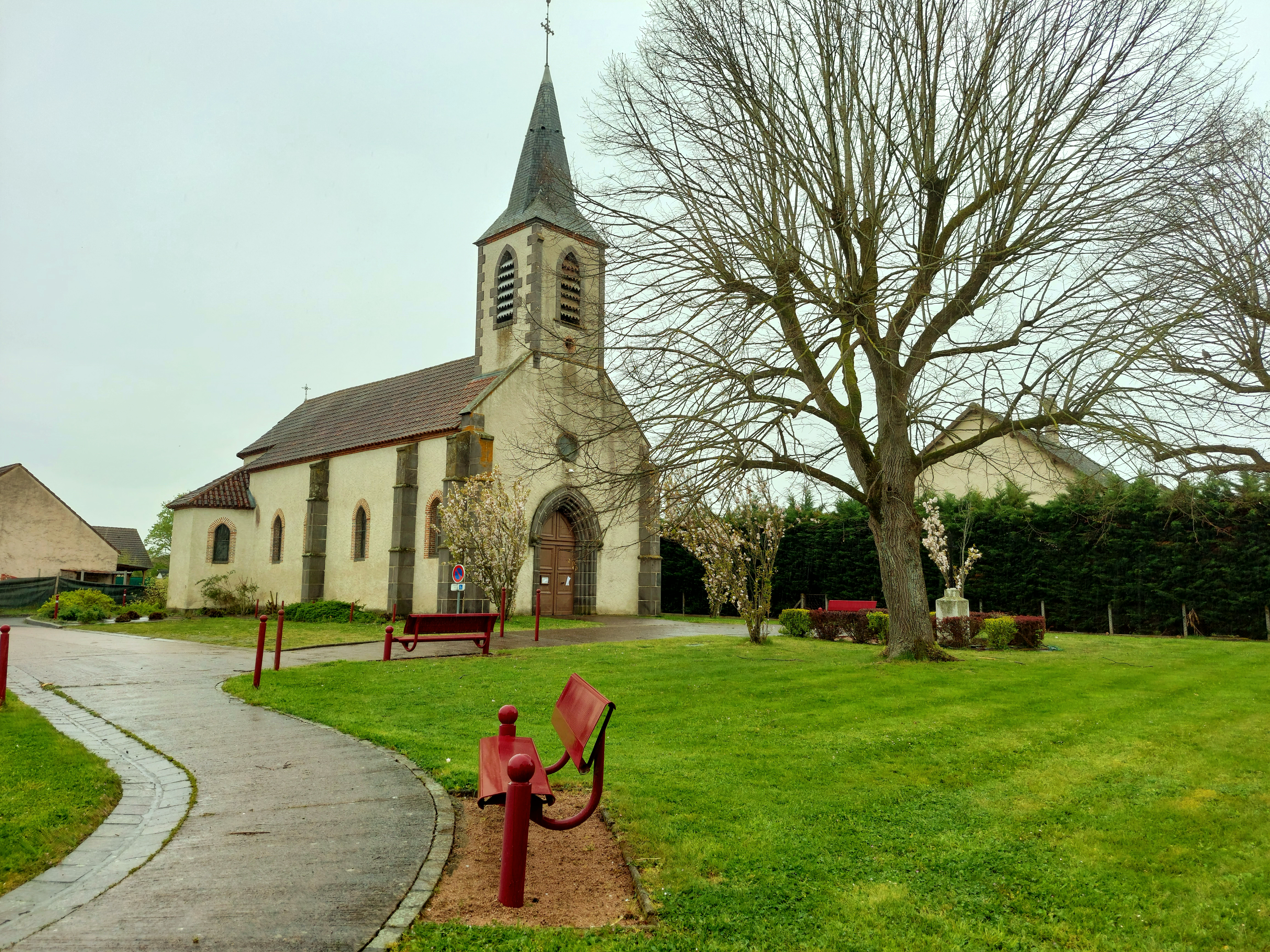
Église Saint-Austremoine.
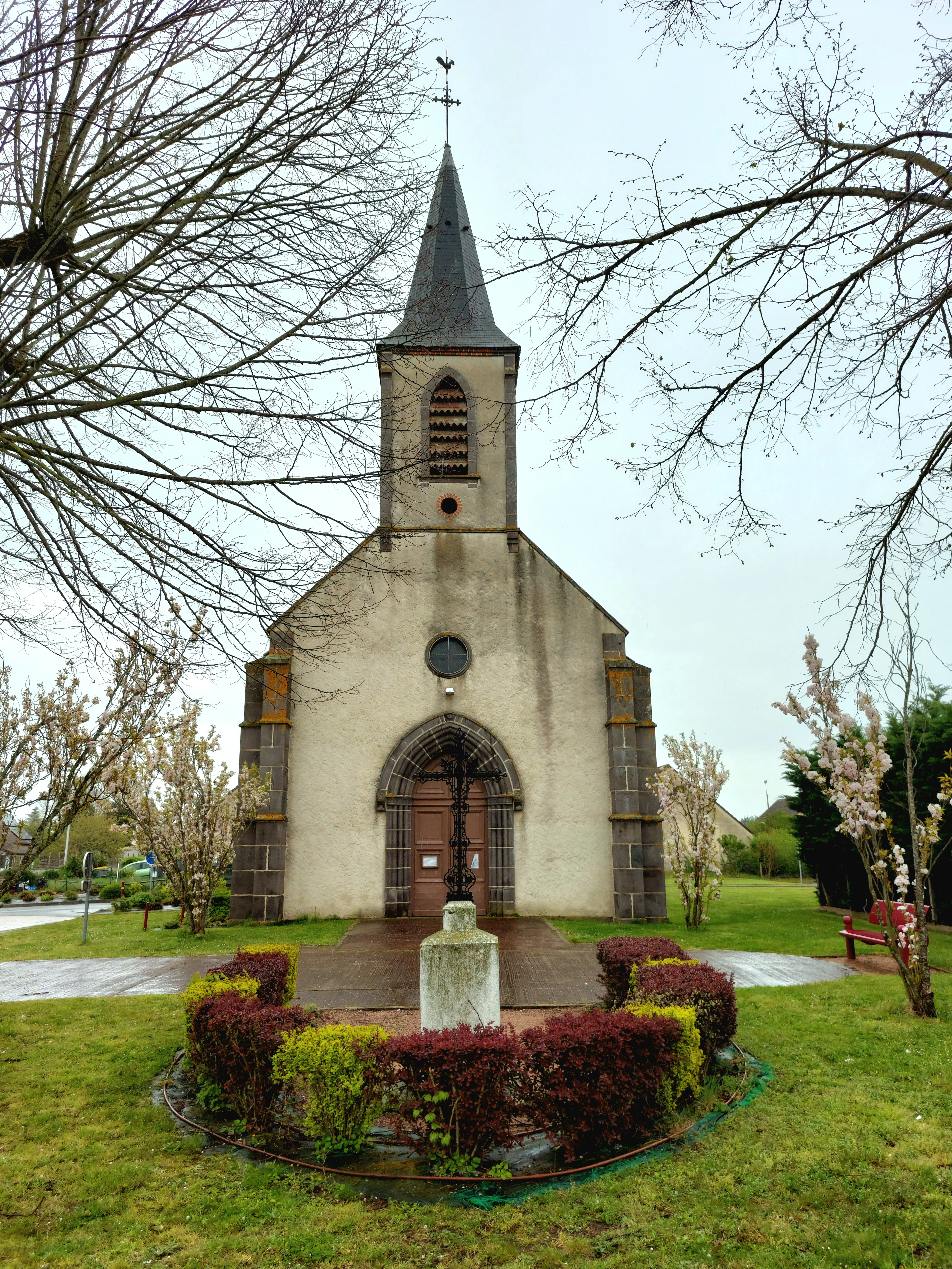
Façade et clocher.
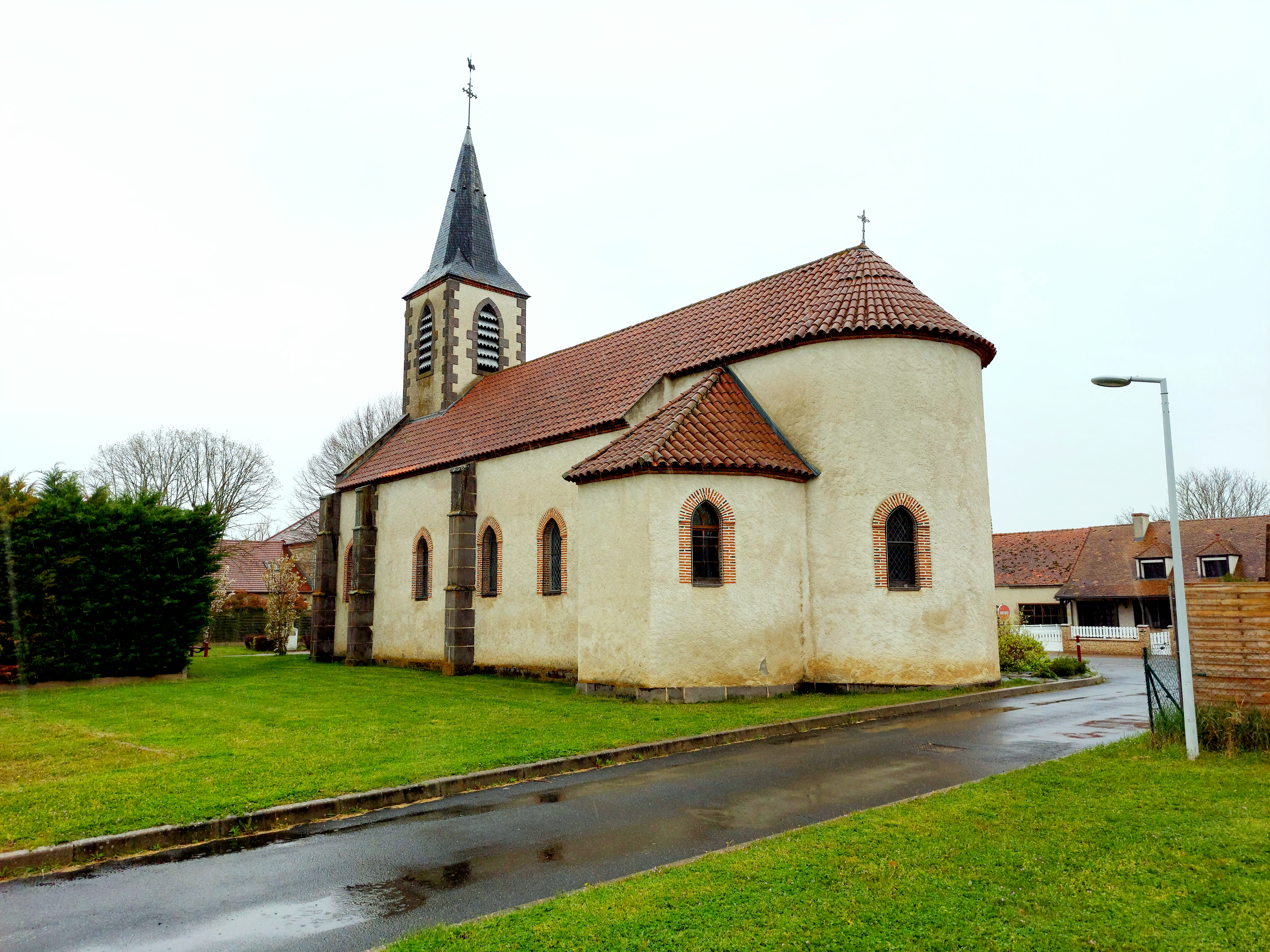
Chevet.

- Église Saint-Austremoine.
- Façade et clocher.
- Chevet.